# The Simpsons: Testify
The Simpsons: Testify – album zawierający piosenki, które były puszczane w serialu animowanym Simpsonowie. Album został wydany 18 września 2007 r. i zawiera piosenki od 11 do 18 sezonu. Na płycie można usłyszeć takich artystów jak: Jackson Browne, Shawn Colvin, David Byrne, The B-52's, The Baha Men, NRBQ, Weird Al Yankovic, Los Lobos, Ricky Gervais, Steve Buscemi, Kelsey Grammer.

## Piosenki
| lp  | Tytuł                                                         | Epizod                                        |
| 1.  | „The Simpsons Main Title Theme”                               |                                               |
| 2.  | „Testify”                                                     | „Faith Off”                                   |
| 3.  | „The Very Reason That I Live” (featuring Kelsey Grammer)      | „The Great Louse Detective”                   |
| 4.  | „He's the Man” (featuring Shawn Colvin)                       | „Alone Again, Natura-Diddily”                 |
| 5.  | „Stretch Dude and Clobber Girl”                               | „Treehouse of Horror X”                       |
| 6.  | „The Simpsons End Credits Theme” (wykonany przez Los Lobos)   |                                               |
| 7.  | „Ode to Branson”                                              | „The Old Man and the Key”                     |
| 8.  | „Sold Separately”                                             | „Homer vs. Dignity”                           |
| 9.  | „Island of Sirens”                                            | „Tales from the Public Domain”                |
| 10. | „They'll Never Stop the Simpsons”                             | „Gump Roast”                                  |
| 11. | „You're a Bunch of Stuff”                                     | „Large Marge”                                 |
| 12. | „What Do I Think of the Pie?”                                 | „Special Edna”                                |
| 13. | „Baby Stink Breath”                                           | „Barting Over”                                |
| 14. | „Tastes Like Liberty”                                         | „I'm Spelling as Fast as I Can”               |
| 15. | „Jellyfish”                                                   | „A Star Is Born-Again”                        |
| 16. | „Homer & Marge (Love goes on)” (featuring Weird Al Yankovic)  | „Three Gays of the Condo”                     |
| 17. | „Everybody Hates Ned Flanders” medley (featuring David Byrne) | „Dude, Where's My Ranch?”                     |
| 18. | „I Love To Walk” (featuring Steve Buscemi)                    | „Brake My Wife, Please”                       |
| 19. | „Marjorie” (featuring Jackson Browne)                         | „Brake My Wife, Please”                       |
| 20. | „The President Wore Pearls” medley                            | „The President Wore Pearls”                   |
| 21. | „Glove Slap” (featuring The B-52's)                           | „E-I-E-I-(Annoyed Grunt)”                     |
| 22. | „O Pruny Night”                                               | „'Tis the Fifteenth Season”                   |
| 23. | „America (I Love This Country)”                               | „Simple Simpson”                              |
| 24. | „America Rules”                                               | „Bart-Mangled Banner”                         |
| 25. | „Welcome to Moe's”                                            | „Mommie Beerest”                              |
| 26. | „We Are the Jockeys”                                          | „Saddlesore Galactica”                        |
| 27. | „Song of Shelbyville”                                         | „The Seven-Beer Snitch”                       |
| 28. | „A Star Is Torn” medley                                       | „A Star Is Torn”                              |
| 29. | „Who Wants A Haircut?” (featuring Baha Men)                   | „Thank God It's Doomsday”                     |
| 30. | „My Fair Laddy” medley                                        | „My Fair Laddy”                               |
| 31. | „Springfield Blows”                                           | „Million Dollar Abie”                         |
| 32. | „King of Cats” Itchy & Scratchy medley                        | „Girls Just Want to Have Sums”                |
| 33. | „Lady” (featuring Ricky Gervais)                              | „Homer Simpson, This Is Your Wife”            |
| 34. | „You Make Me Laugh”                                           | „Homer Simpson, This Is Your Wife”            |
| 35. | „Lady Riff” (featuring Ricky Gervais)                         | „Homer Simpson, This Is Your Wife”            |
| 36. | „Poppa, Can You Hear Me?”                                     | „Sleeping with the Enemy”                     |
| 37. | „Yokel Chords” medley                                         | „Yokel Chords”                                |
| 38. | „Hullaba Lula (featuring Kelsey Grammer)                      | nieemitowany                                  |
| 39. | „Song of the Wild Beasts”                                     | nieemitowany; „The Girl Who Slept Too Little” |
| 40. | „Dancing Workers' Song”                                       | nieemitowany; „Kiss Kiss, Bang Bangalore”     |
| 41. | „Oldies and Nudies”                                           | nieemitowany; „Homerpalooza”                  |